# 오픈라즐로

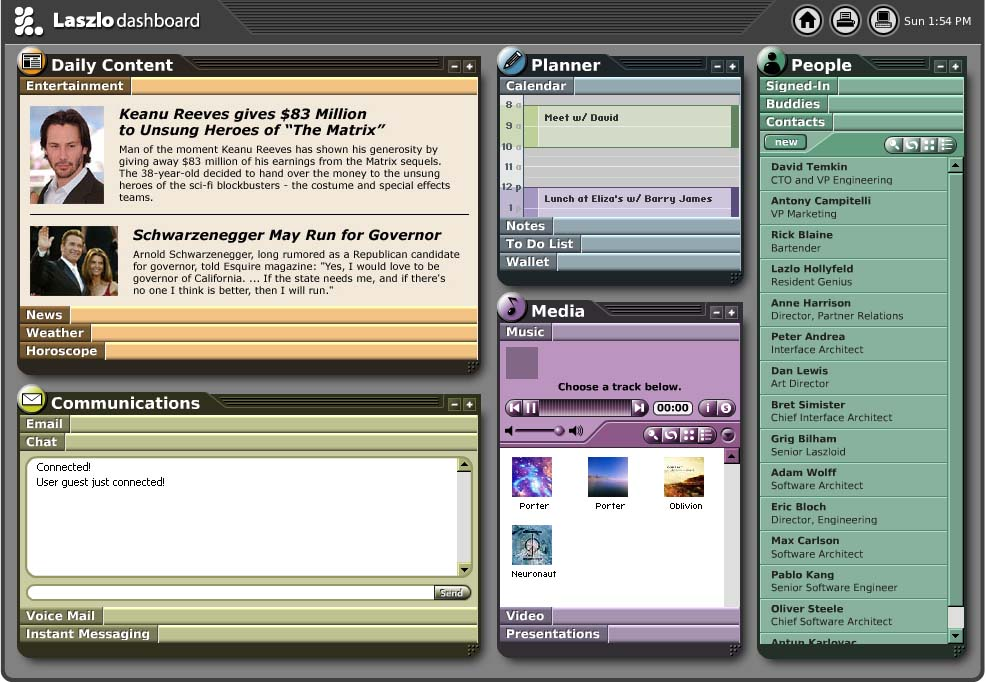

오픈라즐로(OpenLaszlo)란 풍부한 사용자 인터페이스를 가진 웹 애플리케이션을 만들 수 있는 오픈 소스 플랫폼이다. 오픈라즐로 플랫폼은 LZX 프로그래밍 언어와 오픈라즐로 서버로 이루어져 있다.

## 프로젝트 역사
- 2000년: 원형 제작 시작
- 2001년: 개발 시작
- 2002년: LPS 미리보기 버전 공개. 최초로 라즐로 응용 프로그램 (Behr)을 이용
- 2003년: LPS 1.0, 1.1 공개. 응용 프로그램 (Yahoo!, Earthlink) 이용.
- 2004년: LPS 2.0, 2.1, 2.2 공개. LPS 오픈 소스.
- 2005년: 오픈라즐로 3.0, 3.1 공개. "오픈라즐로"로 이름이 바뀜.
- 2006년: 오픈라즐로 3.2, 3.3 공개.
- 2007년: 오픈라즐로 4.0 공개.